# Dorfkirche Werderthau

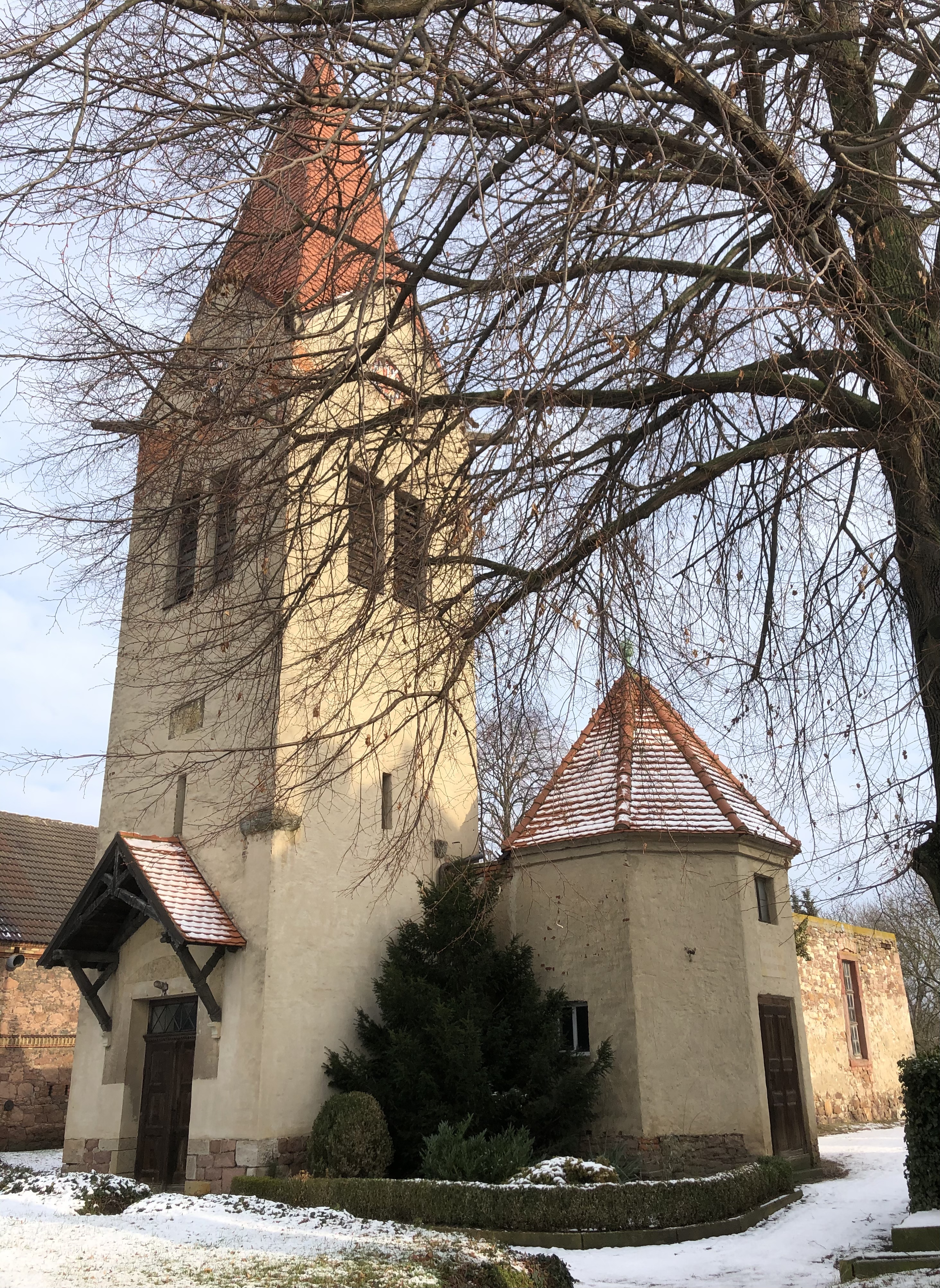
Dorfkirche Werderthau, 2021

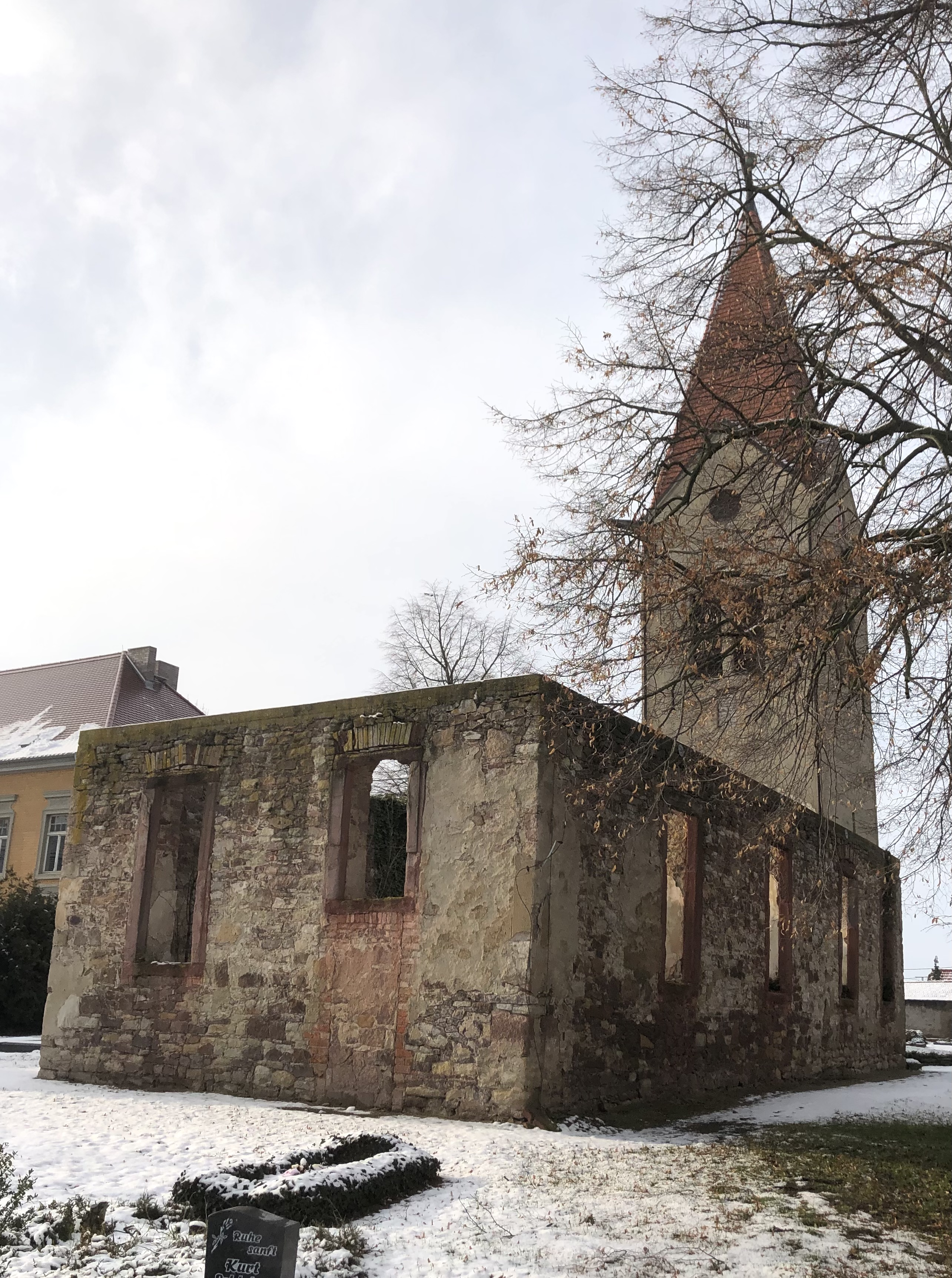
Blick von Nordosten, 2021

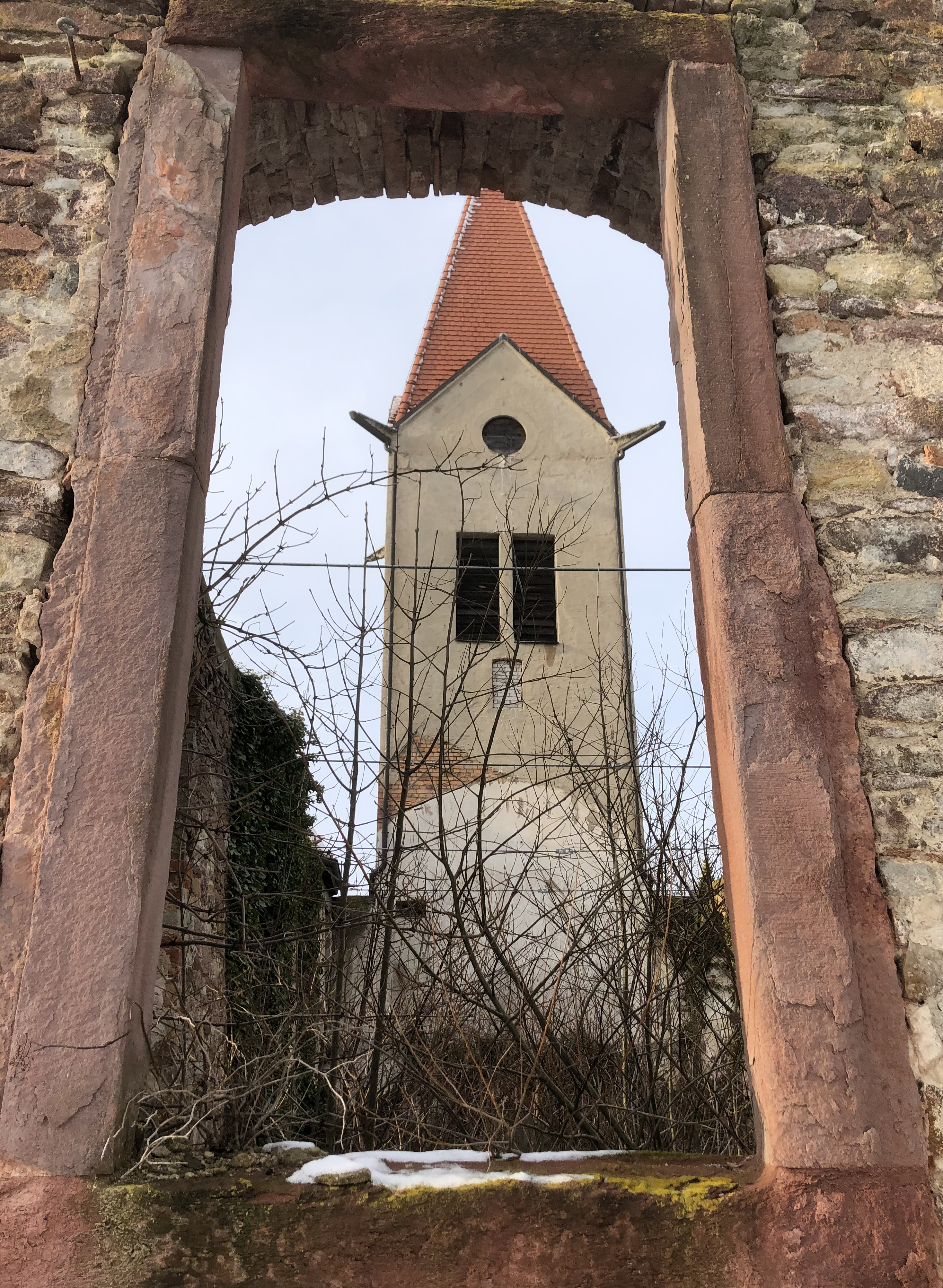
Blick von der Ostseite durch das Kirchenschiff zum Turm

Die Dorfkirche Werderthau ist eine evangelische Kirche im zur Gemeinde Petersberg in Sachsen-Anhalt gehörenden Dorf Werderthau. Sie gehört zum Pfarrbereich Ostrau im Kirchenkreis Halle-Saalkreis der Evangelischen Kirche in Mitteldeutschland. Derzeit (Stand 2021) hat das Kirchenschiff kein Dach, so dass sich die Kirche in einem ruinösen Zustand befindet.
Die Kirche steht am Wilhelm-Pieck-Platz im als Denkmalbereich ausgewiesenem Ortszentrum von Werderthau. Im örtlichen Denkmalverzeichnis ist sie unter der Nummer 094 55288 als Kirche eingetragen.

## Architektur und Geschichte
Der Bau entstand mit rechteckigem Grundriss im Jahr 1696 und erfuhr Ende des 18. Jahrhunderts einen Umbau. Andere Angaben geben an, dass ein aus der Zeit vor der Reformation stammender Vorgängerbau im Jahr 1802 abgerissen und 1803 durch das heute noch bestehende Gebäude ersetzt wurde. Der Ostschluss ist gerade ausgeführt. Westlich des Schiffs befindet sich der im Jahr 1902 neu errichtete quadratische Kirchturm, bei dem romanische Spolien eingesetzt wurden. So finden sich dort ein Kapitell und ein Kämpfer mit Schachbrettfries. Gleichzeitig wurde an der Südwestecke des Kirchenschiffs eine polygonale Vorhalle angefügt. Über dem Eingang der Vorhalle befindet sich die Inschrift: Ist Gott für uns, Wer mag wider uns sein.
Im Jahr 1998 wurde der Kirchturm saniert, zugleich musste jedoch das baufällige Dach des Kirchenschiffs entfernt werden. Die Ausstattung und die Kirchenorgel wurden in Ostrau eingelagert.
Das Kircheninnere war mit einer Holztonnendecke überspannt. Es bestand eine Hufeisenempore. Die Ausstattung stammte aus der Zeit des Umbaus am Ende des 18. Jahrhunderts. So befand sich in der Kirche ein Kanzelaltar mit korinthischen Säulen, zwei Chorpriechen, eine in Kelchform gestaltete Taufe sowie ein Orgelprospekt. 1806/1807 wurde eine von Johann Gottfried Krug geschaffene Orgel in die Kirche eingebaut. Die in der Zeit von 1840 bis 1850 umgebaute Orgel verfügt über 17 Register. Der Doppelfaltenmagazinbalg steht noch heute an seinem Platz im zweiten Turmgeschoss. 
Der Kirchturm trägt ein wertvolles Geläut aus zwei Glocken, gegossen 1505 (große) und 1570 (kleine) mit den Nominalen fis′ und gis′. Beide hängen heute handgeläutet an geraden Holzjochen in einem geschraubten Stahlglockenstuhl, welcher zweigefachig ausgeführt ist. Die Glocken läuten quer zur Richtung des Kirchenschiffs.